# Sioux (Schiff, 1944)
HMCS Sioux (R64) war ein Zerstörer der Royal Canadian Navy, der 1944 mit seiner Indienststellung übernommen und umbenannt wurde. Der War Emergency-Zerstörer der V-Gruppe der Royal Navy war als HMS Vixen (R64) gebaut worden. Im Zweiten Weltkrieg wurde die Sioux mit den Battle Honours Norway 1944, Normandy 1944 und Arctic 1944/45 ausgezeichnet. Für einen geplanten Einsatz im Pazifik wurde das Schiff nicht rechtzeitig einsatzbereit und wurde, wie sein Schwesterschiff Algonquin, Anfang 1946 außer Dienst gestellt.
Ab 1950 war die modernisierte Sioux wieder im Dienst und wurde dreimal vor Korea eingesetzt. Der Zerstörer war umbewaffnet mit nur zwei 120-mm-Kanonen (auf dem Vorschiff), einem Oerlikon-Zwilling und zwei einzelnen Oerlikons, nur noch einem Torpedorohrsatz und zwei Squid-Werfern. Ab 1959 als Fregatte bezeichnet, verbrachte das Schiff dann die meiste Zeit im Atlantik, bis es am 13. Oktober 1963 außer Dienst gestellt wurde.

## Geschichte derSioux
Die Royal Canadian Navy (RCN) wollte 1943 zur Verstärkung neue Zerstörer des War Emergency Typs, die ihr vielseitiger erschienen und eine größere Reichweite besaßen, als die in Kanada noch im Bau befindlichen Zerstörer der Tribal-Klasse. In Würdigung des großen Einsatzes der Kanadier im Kampf auf dem Atlantik entschloss sich die Royal Navy, zwei im Bau befindliche Zerstörer der V-Gruppe zu verschenken. Man entschied sich, die kurz vor der Auslieferung stehenden Zerstörer Valentine und Vixen abzugeben, die bei John Brown & Company in Clydebank bzw. bei J. Samuel White in Cowes in der Endausrüstung waren. Sie gehörten zur V-Gruppe (8th Emergency Flotilla), die am 1. September 1941 bestellt worden war. Die offizielle Übernahme der beiden Zerstörer erfolgte bei der endgültigen Ablieferung der Zerstörer im Frühjahr 1944. Am 21. Februar 1944 wurde die für die RN im Bau befindliche Vixen als HMCS Sioux in Cowes übernommen und dann im März als kanadisches Schiff in den Dienst der Royal Navy übernommen.

### Einsätze im Zweiten Weltkrieg
Nach der Indienststellung verlegte die Sioux nach Scapa Flow, wo sie zusammen mit ihrem Schwesterschiff HMCS Algonquin eingefahren wurde. Ende März / Anfang April 1944 gehörte sie zu der Flotte, die vor der norwegischen Küste die Tirpitz (Schiff, 1941) angriff. Bei der Landung der Alliierten in der Normandie am 6. Juni 1944 war die Sioux vor den Landeabschnitten Sword, Gold und Juno eingesetzt. Am 7. Juli war die Sioux Teil des Flottenverbandes, der die Stadt Caen beschoss. In der Schlacht um Caen wurde die Stadt großteils zerstört. Danach wurde die Sioux bis Januar 1945 – wie auch das Schwesterschiff Algonquin – wieder im Nordatlantik eingesetzt.
Als das Schwesterschiff Anfang Februar 1945 nach Kanada zurückkehrte, um für den Einsatz bei der British Pacific Fleet überholt und ausgerüstet zu werden, verblieb die Sioux noch zwei Monate bei der Home Fleet und operierte unter anderem von Murmansk aus und vor Sørøya. Zudem wurde sie bei den Nordmeergeleitzügen JW 64/RA 64 und JW 65/RA 65 eingesetzt. Bei JW 64 verloren die Alliierten keines der 28 Frachtschiffe, sondern nur die Korvette HMS Denbigh Castle nach Torpedotreffer durch U 992 vor der sowjetischen Küste, die Deutschen verloren zwölf der angreifenden 80 Flugzeuge. Beim Rückgeleit RA 64 versenkten U-Boote die Sloop Lark, die Korvette Bluebell und einen Frachter, den über 40 Maschinen des KG 26 gelang beim Verlust von sechs Maschinen nur die Versenkung des Nachzüglers Henry Bacon (USA, 7174 BRT), dem letzten von deutschen Flugzeugen im Zweiten Weltkrieg versenkten Schiff der West-Alliierten. Von JW 65, den nur deutsche U-Boote fanden, gingen zwei der 26 Frachtschiffe und die Sloop Lapwing verloren.
Die Sioux verlegte dann am 6. April 1945 auch nach Halifax (Nova Scotia), um für den Einsatz bei der British Pacific Fleet (BPF) um- und ausgerüstet zu werden, der aber nicht mehr zustande kam. Das in Halifax überholte Schiff verlegte dann im November 1945 zur kanadischen Westküste, wo es am 27. Februar 1946 in Esquimalt außer Dienst gestellt wurde.

### Einsatz im Koreakrieg
Der Zerstörer trug ab 1949 bis 1963 die Kennnummer 225.
Anfang 1950 wurde die überholte Sioux modernisiert wieder in Dienst gestellt. Durch die Modernisierung verlor das Schiff die hinteren 12-cm-Geschütze 'X' und 'Y', die durch zwei Squid-Dreifach-Mörser ersetzt wurden. Darüber hinaus wurde sie das erste kanadische Kriegsschiff, das feste Kojen anstelle der bisherigen Hängematten erhielt. Im März 1950 nahm die Sioux mit dem Kreuzer Ontario und dem Zerstörer Cayuga, an einer Übungsreise nach Mexiko teil, bei der etliche Häfen besucht wurden.

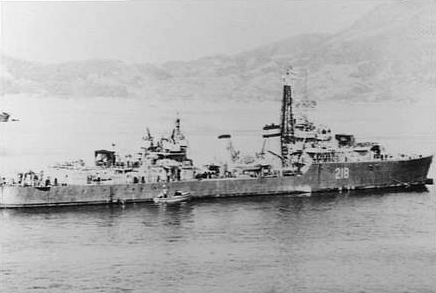
Die Cayuga (218) in Kure

Als der Koreakrieg begann, ordnete die kanadische Regierung den Einsatz von drei Zerstörern der Pacific Division aus Esquimalt vor Korea an, die aber nicht vor dem Monatsende im Juni verlegen würden. Die Sioux befand sich noch im Trockendock. Durch großen Einsatz der Werftmannschaften gelang es, auch die Sioux einsatzbereit zu machen, so dass sie mit den Tribal-Zerstörern Cayuga und der zweiten Athabaskan am 5. Juli 1950 nach Korea auslaufen konnte. Die drei Schiffe erreichten Sasebo am 30. Juli 1950. Anfangs sicherten die kanadischen Zerstörer Geleitzüge von Japan nach Pusan. Nach einem Einsatz als Reservezerstörer wurde die Sioux in Sasebo am 12. August 1950 einer Einheit zugewiesen, die an der Westküste Koreas Artillerieunterstützung geben sollte.
Die Sioux beschoss verschiedene Ziele, zum Teil zusammen mit dem britischen Kreuzer Kenya und der Cayuga. Sie gab auch Artillerieunterstützung den bei Incheon im September 1950 gelandeten Truppen zusammen mit amerikanischen und britischen Kreuzern. Sioux, Cayuga und Athabaskan beschossen das Landungsgebiet bei Wŏlmido in der Schlacht um Incheon kurz vor der Landung der alliierten Truppen.
Als am 20. Oktober 1940 in die Verbände neu organisiert wurden, kam Sioux zur Task Group 95.1 in der neuen Organisation, wo sie bis zum Jahresende verblieb. Der Zerstörer war Teil der Blockadeflotte, bis er zum Monatsende nach Sasebo zurückgezogen wurde.
Am 5. November 1950 lief der Zerstörer weiter zu einem Besuch von Hongkong. Unterwegs geriet der Zerstörer in den Typhoon Clara und erlitt leichte Schäden, die nach der Ankunft sofort repariert wurden. Bei der Rückkehr des Zerstörers wurde er der Blockade vor Inchon und der Yalu-Mündung zugewiesen und bildete mit anderen kanadischen Einheiten das Task Element 95.12.
Als keine britischen Kreuzer vor Ort waren, mussten die Zerstörer von 95.12 ab dem 3. Dezember 1950 den Rückzug alliierter Truppen aus Chinnampo sichern. Dabei zogen sich die Kriegsschiffe bei schwierigen Lagen und nachts meist zurück. Sie waren dann gezwungen in der Nacht in einem frisch geräumten Kanal die Rückfahrt durchzuführen. Als Sioux in einem geräumten Bereich morgens flussauf fuhr, lief der Zerstörer auf. Er konnte sich selbst befreien, beschädigte sich aber die Steuerbordschraube und musste abgezogen werden. Mit der australischen Warramunga der Tribal-Klasse sicherte sie trotz der Schäden am folgenden Tag den endgültigen Rückzug der westlichen Truppen.
Den Rest ihrer ersten Einsatzzeit vor Korea verbrachte Sioux in der Sicherung des britischen Flugzeugträgers Theseus, der die Küste überwachte und den Rückzug und die Räumung über Inchon unterstützte. Der Zerstörer kehrte dann nach Sasebo am 2. Januar 1951 zurück, um zwei Wochen später die Heimreise anzutreten. Vor Korea ersetzte der kanadische Tribal-Zerstörer Nootka die Sioux.
Sioux wurde noch zwei weitere Male vor Koreas Küste eingesetzt (April 1951 bis Februar 1952 sowie nach dem Waffenstillstand noch vom Dezember 1954 bis September 1955) und war damit das letzte kanadische Kriegsschiff, das aus diesen Gewässern abgezogen wurde.

### Weitere Aufgaben
Zwischen den Korea-Einsätzen gehörte die Sioux 1953 zu den Einheiten der RCN, die an der Flottenparade anlässlich der Krönung der Königin Elizabeth II. teilnahmen. Ab November 1959 wurde die Sioux als Fregatte bezeichnet. Sie führte zwei 4,7-Zoll-Kanonen, vier Torpedorohre und zwei Squid-Werfer.

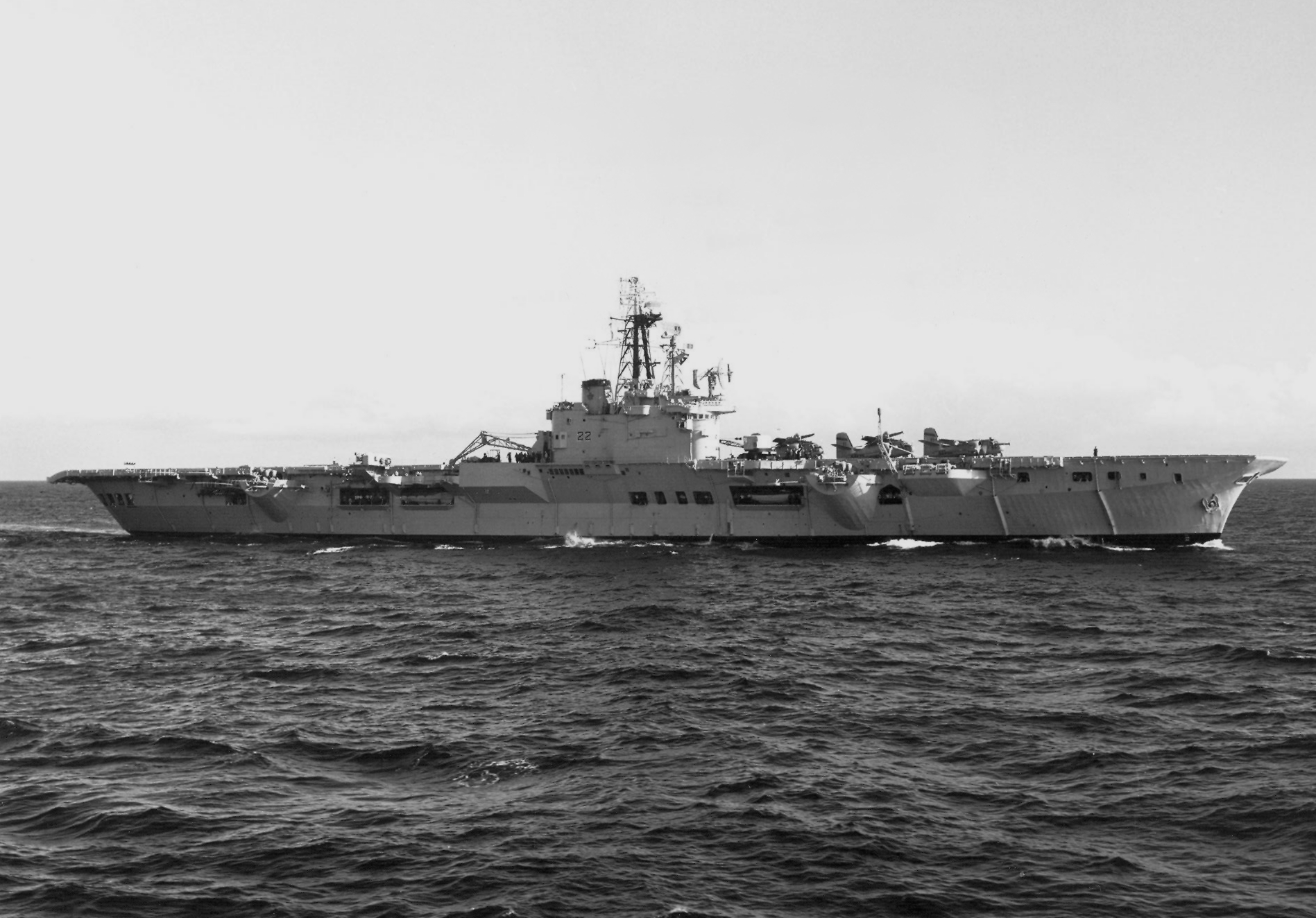
HMCS Bonaventure (CVL 22) 1961

Im Dezember 1959 geriet die Sioux bei einem sechswöchigen Einsatz (mit der Teilnahme an einer NATO-Übung) mit dem Träger Bonaventure und den Zerstören Algonquin, Iroquois und Athabaskan in einen schweren Sturm. Während der Übung verlor der Zerstörer in Antwerpen ein Mannschaftsmitglied, das bei der nächtlichen Rückkehr zum Schiff über Bord fiel. Danach wurde der ehemalige Zerstörer hauptsächlich für Ausbildungsaufgaben genutzt. Am 30. Juli 1962 sandte die RCN die 3rd Destroyer Escort Squadron (Atlantic) zu einer Besuchs- und Ausbildungsreise mit Sioux 225, Huron 216 und Iroquois 217 als Flaggschiff von Halifax über Bermuda nach Jamaika, wo sie am 5. August 1962 eintrafen. Dort trafen die Kanadier auf viele Schiffe verschiedener Länder des Commonwealth und der Vereinigten Staaten. Dies führte zu einer der größten alliierten Flotten seit dem Zweiten Weltkrieg, die ab dem 6. August 1962 für sechs Tage die Unabhängigkeit Jamaikas von Großbritannien feierten. Die kanadische Flottille lief anschließend zurück nach Bermuda und dann weiter zur Prince Edward Island, um am dortigen Hummer-Festival teilzunehmen. Der Verband versorgte sich dann in Halifax mit Treibstoff sowie anderen Versorgungsgütern und lief dann wieder nach Bermuda. Von dort ging es weiter nach Trinidad & Tobago, zur Teilnahme an den Unabhängigkeitsfeiern. Vom 12. bis 17. September 1962 besuchte die 3rd Destroyer Escort Squadron Neufundland zur Teilnahme an dem 67. Jahrestagung des National Council of the Navy League of Canada.
Die Sioux wurde am 30. Oktober 1963 außer Dienst gestellt. Nach seiner Aussonderung wurde der alte Zerstörer nach La Spezia geschleppt und dort 1965 abgewrackt.